# يوان ويسا
يوان ويسا (بالفرنسية: Yoane Wissa)‏ (مواليد 3 سبتمبر 1996) هو لاعب كرة قدم من الكونغو الديمقراطية وُلد في فرنسا، يلعب مع نادي برينتفورد في الدوري الإنجليزي الممتاز في مركز الهجوم.

## روابط خارجية
- يوان ويسا على موقع قاعدة بيانات كرة القدم.إي يو (الإنجليزية)
- يوان ويسا على موقع ليكيب (الفرنسية)
- يوان ويسا على موقع ناشيونال فوتبول تيمز (الإنجليزية)
- يوان ويسا على موقع Soccerbase.com (لاعب) (الإنجليزية)
- يوان ويسا على موقع Soccerway.com (الإنجليزية)
- يوان ويسا على موقع عالم كرة القدم.نت (الإنجليزية)
- يوان ويسا على موقع GSA (الإنجليزية)